# Malische Volleyballnationalmannschaft der Männer
Die malische Volleyballnationalmannschaft der Männer ist die Auswahl malischer Volleyballspieler, welche die Fédération Malienne de Volleyball (FMVB) auf internationaler Ebene, beispielsweise in Freundschaftsspielen gegen die Auswahlmannschaften anderer nationaler Verbände, aber auch bei internationalen Wettbewerben repräsentiert. 1964 trat der nationale Verband dem Weltverband Fédération Internationale de Volleyball (FIVB) bei. Im Oktober 2021 wurde die Mannschaft auf dem 48. Platz der kontinentalen Rangliste geführt.

## Internationale Wettbewerbe

### Mali bei Weltmeisterschaften
Die Mannschaft konnte sich bisher nicht für eine Weltmeisterschaft qualifizieren.

### Mali bei Olympischen Spielen
Bisher gelang es der Mannschaft nicht, sich für die olympischen Wettbewerbe zu qualifizieren.

### Mali bei Afrikameisterschaften
Die Mannschaft nahm im Jahr 2021 zum ersten Mal an der Afrikameisterschaft teil und belegte den zehnten Platz.

### Mali bei den Afrikaspielen
Malis Volleyballnationalmannschaft der Männer nahm bisher nicht an den Wettbewerben der Afrikaspiele teil.

### Mali beim World Cup
Mali kann bisher keine Teilnahme am World Cup – dem Qualifikationsturnier für die Olympischen Spiele – vorweisen.

### Mali in der Weltliga
Die Weltliga fand bisher ohne malische Beteiligung statt.